# 崖州站

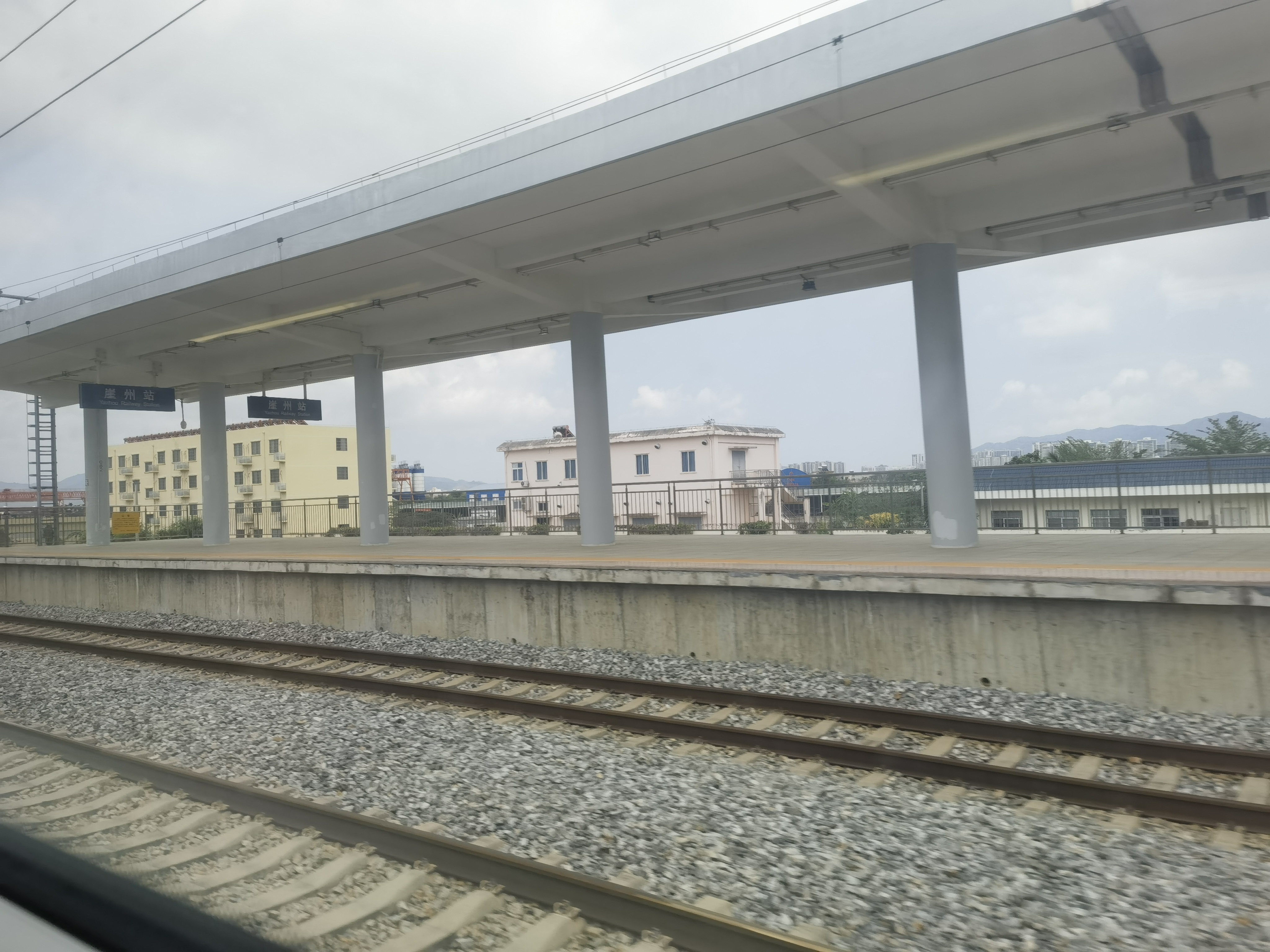
崖州站站台

崖州站，原名崖城站，位于中华人民共和国海南省三亚市崖州区，是海南西环高速铁路、海南西环铁路上的车站，由广州局集团海口车务段管辖。车站除海南西环高速铁路列车停靠外还是三亚至乐东公交化铁路列车起讫站。

## 車站周邊
- 城西小学
- 崖城镇中心学校
- 崖州古城文明门

## 歷史
- 2015年12月30日海南西环高速铁路接入。[3]

## 外部連結
- 中国铁路客户服务中心（页面存档备份，存于）